# León V de Armenia

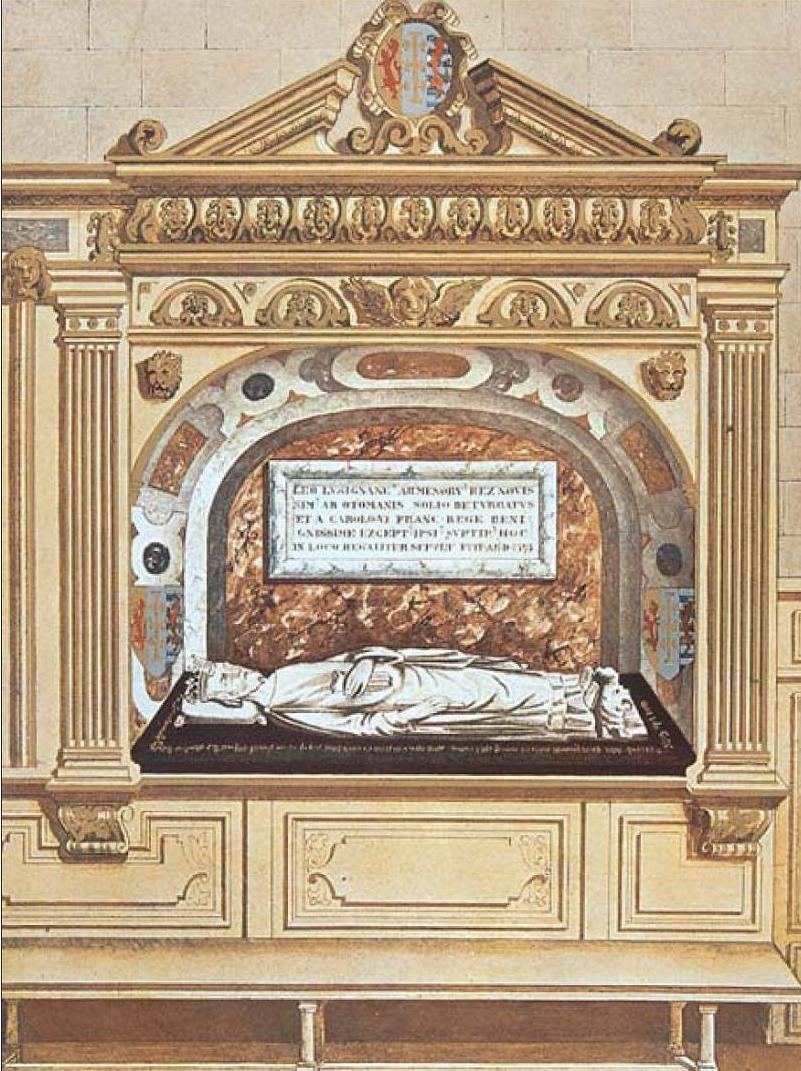
León V de Armenia.

León V o Levon V de Armenia (1342-1393) fue el último soberano del reino armenio de Cilicia, gobernando desde 1374 a 1393. En ocasiones también llamado León VI, si se cuenta a León I, señor de Armenia.

## Biografía
Fue el hijo de Juan de Lusignan (hijo de Amalarico de Tiro y de Isabel de Armenia, hija a su vez de León II de Armenia) y de su mujer (o quizá amante)[cita requerida] Soldane (hija de Jorge V de Georgia). Llegó al trono a la muerte de su primo lejano y tío Constantino VI de Armenia. León y su mujer, Margarita de Soissons, fueron coronados en Sis el 14 de septiembre de 1374.
Tras varias batallas contra fuerzas superiores de mamelucos, terminó por refugiarse en la fortaleza de Kapan, donde se rindió. Los mamelucos lo llevaron a El Cairo en 1375, donde estuvo preso varios años y donde fallecieron su esposa e hija en 1381. Gracias a las gestiones del franciscano Jean Dardel, secretario suyo, en 1382, el rey de Castilla, Juan I medió por su liberación. León de Lusignan pudo llegar por fin a Venecia en diciembre de 1382; después estuvo en Francia, donde se entrevistó con Clemente VII, y más tarde viajó hacia la corte de su libertador, que le agasajó con todo tipo de honores. 
De este modo tuvo la oportunidad de asistir en persona a la solemne boda del rey con doña Beatriz en la catedral de Badajoz, donde participó como testigo de la ceremonia; en agosto de 1384, durante el asedio de Lisboa, el rey de Castilla le concedió el señorío de Madrid, Andújar, Guadalajara y Villarreal (hoy, Ciudad Real) y una renta de 150.000 maravedíes. También viajó a Santiago de Compostela antes de visitar la corte inglesa de Ricardo II, y finalmente se instaló en Francia. Su relación con España fue meramente crematística: cobrar las rentas. Nunca reclamó su trono y murió en Calais (Francia), el 29 de noviembre de 1393. Sus restos fueron enterrados en la basílica de Saint-Denis, cerca de París. Tuvo una hija legítima, María de Lusignan (que murió antes que su padre), y dos ilegítimos, Guido y Esteban.
A su muerte, Jacobo I de Chipre, primo lejano de León, se convirtió en el pretendiente al título real de Armenia.
Su biografía puede seguirse gracias al franciscano Jean Dardel, autor de una Crónica de Armenia en la que se narran sus peripecias en Oriente; también hablan de él los cronistas castellanos de la época, sobre todo Pedro López de Ayala, que recoge las andanzas de este personaje en la corte castellana.